# Robert Sassone
Robert Sassone (Numeá, 23 de novembro de 1978 — Nova Caledônia, 21 de janeiro de 2016) foi um ciclista francês. Ele tinha câncer e resolveu dar fim à própria vida.
Sassone terminou em décimo lugar na prova madison nos Jogos Olímpicos de Verão de 2000 em Sydney. Competiu também na Volta a Espanha em 2002, terminando na centésima vigésima nona posição. Foi banido do ciclismo por dois anos, em 2004, depois de testar positivo para betametasona durante a corrida de Seis Dias de Numeá, na Nova Caledônia.